# Усья (река, впадает в Малый Вагильский Туман)
Усья — река в России, протекает в Свердловской области. Впадает в озеро Малый Вагильский Туман. Длина реки — 21 км.

## Данные водного реестра
По данным государственного водного реестра России относится к Иртышскому бассейновому округу, водохозяйственный участок реки — Тавда от истока и до устья, без реки Сосьва от истока до водомерного поста у деревни Морозково, речной подбассейн реки — Тобол. Речной бассейн реки — Иртыш.
Код объекта в государственном водном реестре — 14010502512111200011581.